# Darren Peacock
Pour les articles homonymes, voir Peacock.
Darren Peacock est un footballeur puis entraîneur anglais, né le 3 février 1968 à Bristol, Angleterre. Évoluant au poste de défenseur central, il est principalement connu pour ses saisons à Newcastle United, Queens Park Rangers et Blackburn Rovers.

## Biographie

### Carrière de joueur
Natif de Bristol, il est formé aux Bristol Rovers, l'un des deux clubs majeurs de la ville, mais ne parvient pas à s'imposer et doit même quitter le club pour signer son premier contrat professionnel à Newport County.
Alors qu'il a rejoint ce club en Third Division, il connaît une relégation en Fourth Division et même une sortie de la Football League à la suite d'une dernière place dans ce championnat. Jouant alors en Conference, le club ne peut même pas terminer la saison 1988-89 à cause de dettes trop importantes et est mis en liquidation le 27 février 1989. 
Il s'engage alors pour Hereford United, où sa carrière prend son envol. Il est en effet élu Joueur de l'année par les supporteurs des Bulls dès sa première saison et remporte la Coupe du pays de Galles de football en 1990.
Ses performances attirèrent l'attention de clubs de haut niveau et il est transféré à Queens Park Rangers en 1990 pour 200 000 £. Il y reste quatre saisons et y joue plus de 100 matches (dont la fameuse victoire 4-1 à Old Trafford contre Manchester United le 1er janvier 1992) avant d'être recruté par Kevin Keegan à Newcastle United le 24 mars 1994 pour 2 700 000 £. 
Une clause du contrat lors de l'achat de Peacock par Queens Park Rangers prévoyait le versement d'un pourcentage du prix de revente du joueur. Ainsi, Hereford United a reçu 440 000 £ lors du transfert du joueur à Newcastle United, ce qui représente toujours le montant de transfert le plus élevé reçu par les Bulls.
Lors de sa première saison avec les Magpies, il aide le club à obtenir une troisième place en championnat et donc une qualification pour la Coupe UEFA. Il reste quatre saisons à Newcastle United, y ayant disputé 176 matches en tout, avant d'être transféré aux Blackburn Rovers en 1998.
Son passage dans le club du Lancashire fut gravement perturbé par des blessures à répétition qui l'ont progressivement fait passer d'une place de titulaire à celle de remplaçant. Il essaya de se relancer lors de deux prêts, à West Ham United puis à Wolverhampton Wanderers. Mais lors de ce deuxième prêt, il percuta fortement son propre gardien, Michael Oakes. Sonné, il finit pourtant le match avant d'apprendre quelque temps plus tard, et uniquement lors de son retour au sein des Blackburn Rovers, qu'il était passé tout près de la paralysie. Il décida rapidement ensuite de prendre sa retraite, en décembre 2000.
Il partit alors vivre dans la région de l'Algarve, dans le sud du Portugal.

### Carrière d'entraîneur
En avril 2013, il devient l'entraîneur de Lancaster City (en), qui joue en Northern Premier League Division One North, soit l'équivalent d'une division 8. Il quittera ce poste en 2015.